# Fabian Richter
Fabian Richter (ur. 20 lutego 1912, zm. 5 listopada 1948 w Landsberg am Lech) – zbrodniarz hitlerowski, strażnik w obozie koncentracyjnym Mauthausen-Gusen i SS-Sturmmann. Pełnił służbę w podobozie Gross-Raming. Skazany na karę śmierci przez powieszenie przez amerykański Trybunał Wojskowy w Dachau. Stracony w więzieniu Landsberg w początku listopada 1948.